# Sinatra & Company
Sinatra & Company è un album del cantante statunitense Frank Sinatra, pubblicato nel 1970.  L'album contiene canzoni prodotte e arrangiate da Don Costa, Sonny Burke, Eumir Deodato, Morris Stoloff e alcune di queste cantate in duetto con Antônio Carlos Jobim. Questo disco è l'ultimo pubblicato da Frank Sinatra prima del suo temporaneo ritiro. The Voice tornerà a cantare nel 1973, con la pubblicazione di un nuovo album chiamato Ol' Blue Eyes Is Back.

## Tracce
1. Drinking water – 2:35
2. Someone to light up my life – 2:37
3. Don't ever go away – 2:28
4. This happy madness – 2:57
5. Wave – 3:25
6. One note samba – 2:20
7. I will drink the wine – 3:30
8. (They Long To Be) Close to you – 2:34
9. Sunrise in the morning – 2:50
10. Bein' Green – 3:00
11. My sweet lady – 3:01
12. Leaving on a jet plane – 2:25
13. Lady day – 3:41